# Ядро (артилерія)

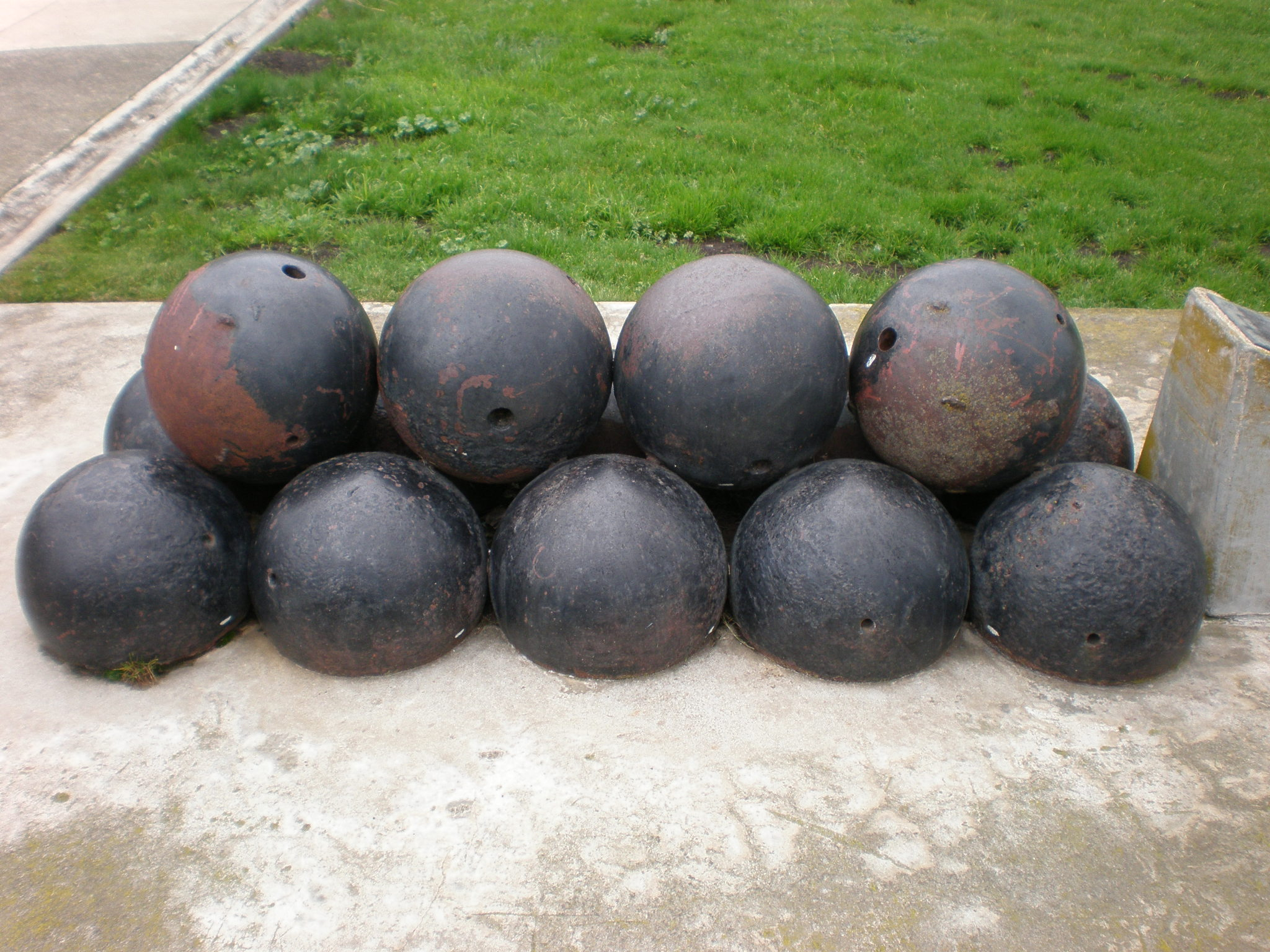
Гарматні ядра

Ядро́ — артилерійський боєприпас у формі литої кулі.
Наприкінці XIV ст. кам'яні ядра починає витіснятися залізними. Їх виковували з цільної криці на спеціальних ковадлах, після чого загладжували метал точилом.
До середини XVI століття в артилерії використовували кам'яні, свинцеві або чавунні ядра, але поступово за основу було прийнято вагу чавунного ядра, котре при діаметрі два дюйми (5,08 см) важило один фунт, названий артилерійським (близько 491 г). Саме він надовго став одиницею вимірювання артилерійських калібрів. Ядро в три артилерійських фунти мало діаметр близько 7,6 см, ядро в шість фунтів — 9,5 см; ядро в 12 фунтів — 12 см тощо.
У XVII столітті з'являються порожнисті ядра, начинені порохом і споряджені гранатною трубкою — бомби (вагою понад 1 пуд) і гранати (вагою до пуда). Вони призначаються для стрільби з мортир, гаубиць, єдинорогів і спеціальних гранатних гармат.
З середини XIX століття ядра починають виходити з ужитку, замінюючись видовженими циліндро-конічними снарядами.